# James Abourezk
James Abourezk (Wood, Mellette megye, 1931. február 24. – Sioux Falls, 2023. február 24.) amerikai politikus, az Amerikai Egyesült Államok szenátora (Dél-Dakota, 1973–1979).

## Életpályája
Demokrata párti képviselő és szenátor volt. Ő volt az első antiochiai ortodox egyházhoz tartozó keresztény az Egyesült Államok szenátusában. 1973 és 1979 között ő képviselte Dél-Dakotát az Egyesült Államok szenátusában.